# Enceliopsis
Enceliopsis är ett släkte av korgblommiga växter. Enceliopsis ingår i familjen korgblommiga växter.
Kladogram enligt Catalogue of Life:
| Enceliopsis | \| \| Enceliopsis argophylla \| \| \| \| \| \| Enceliopsis covillei \| \| \| \| \| \| Enceliopsis nudicaulis \| \| \| \| |
|             | \| \| Enceliopsis argophylla \| \| \| \| \| \| Enceliopsis covillei \| \| \| \| \| \| Enceliopsis nudicaulis \| \| \| \| |
|             | Enceliopsis argophylla                                                                                                   |
|             | |
|             | Enceliopsis covillei |
|             | |
|             | Enceliopsis nudicaulis                                                                                                   |
|             | |

## Bildgalleri

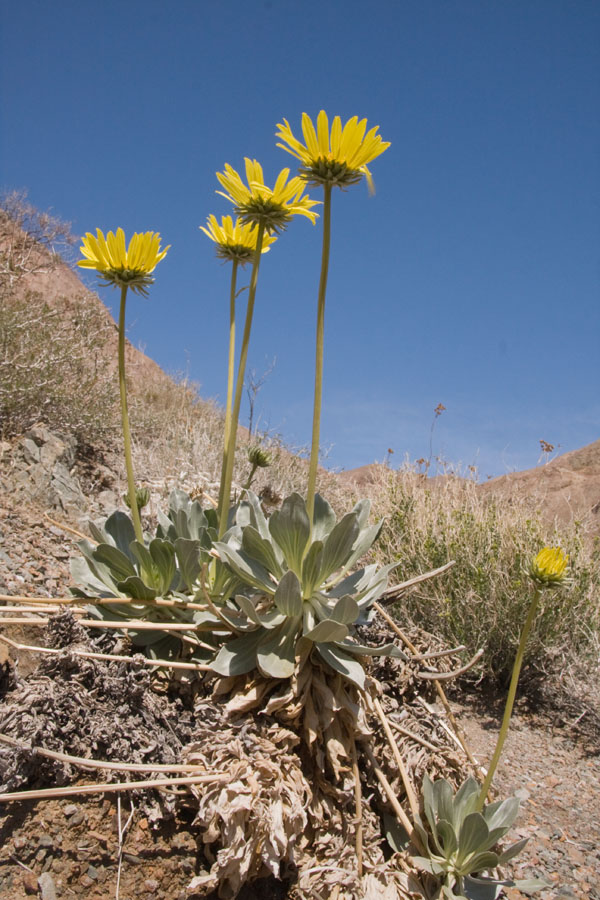
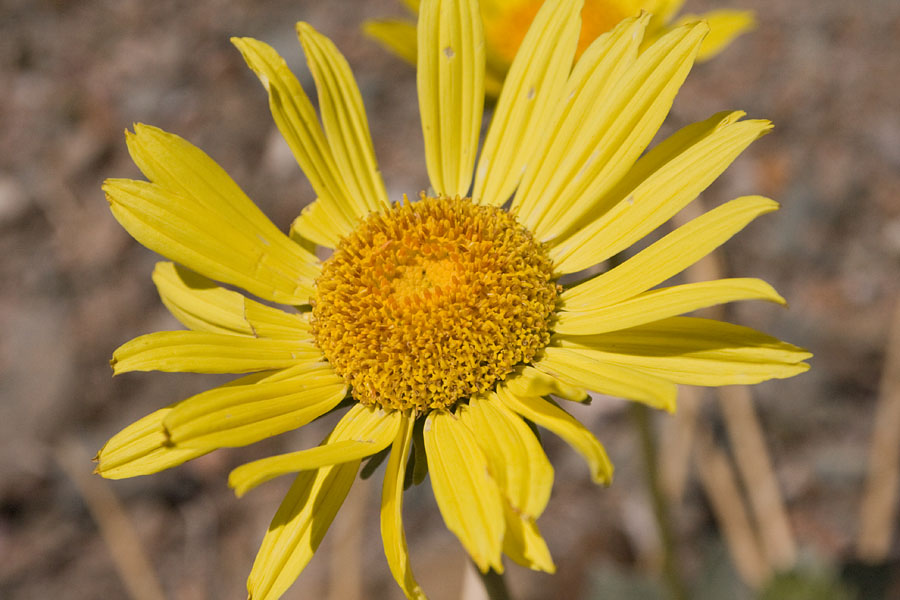
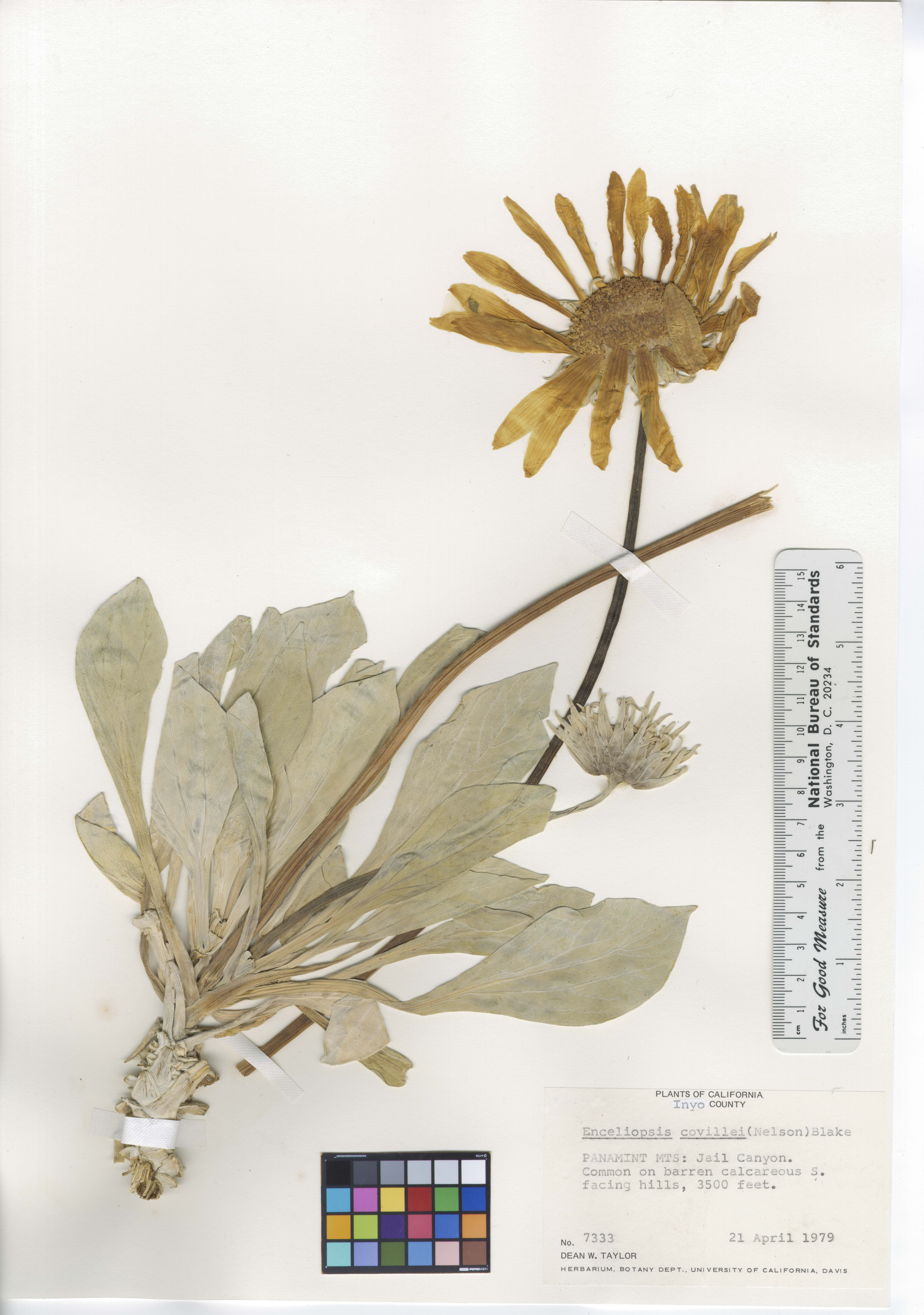
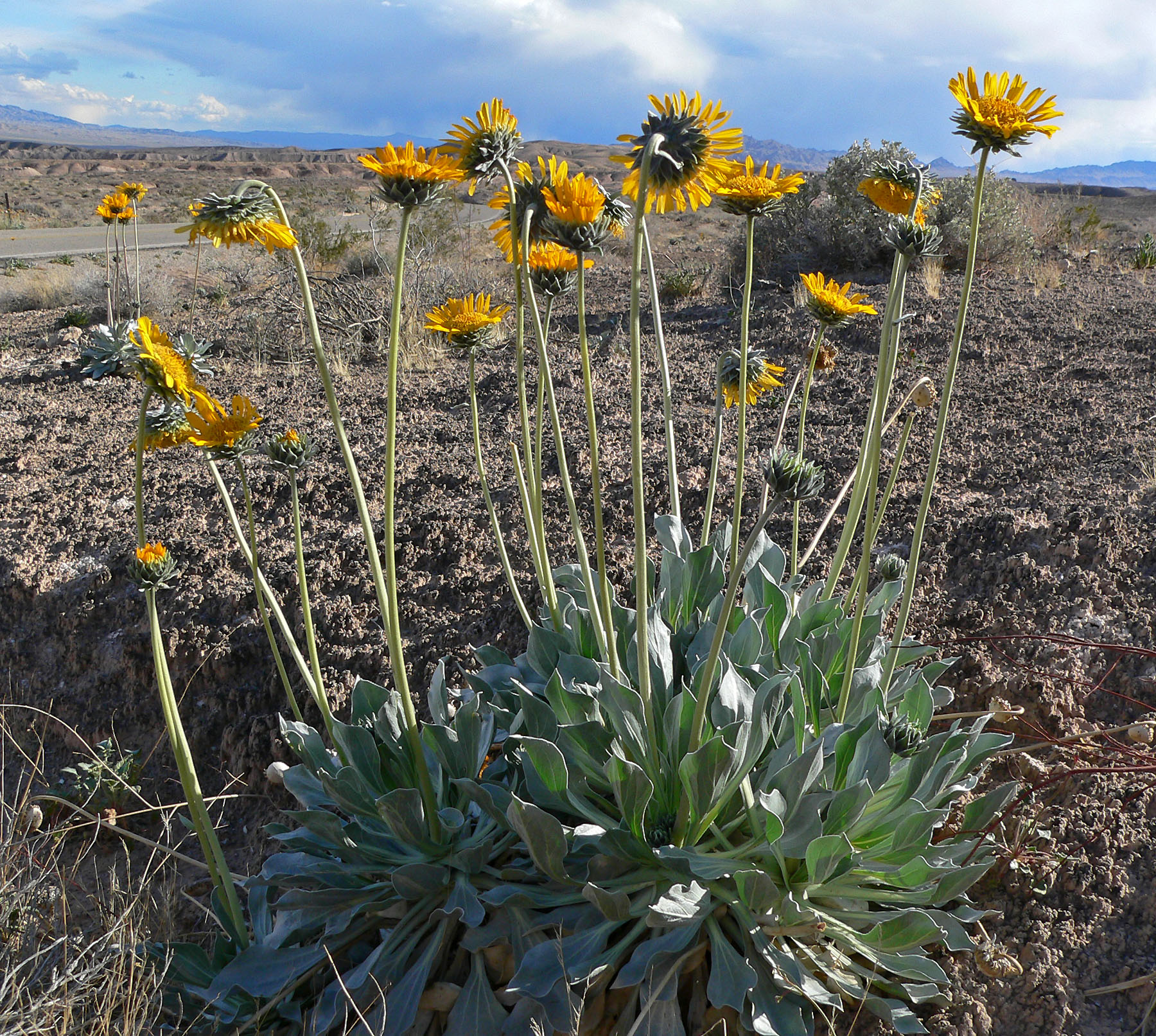
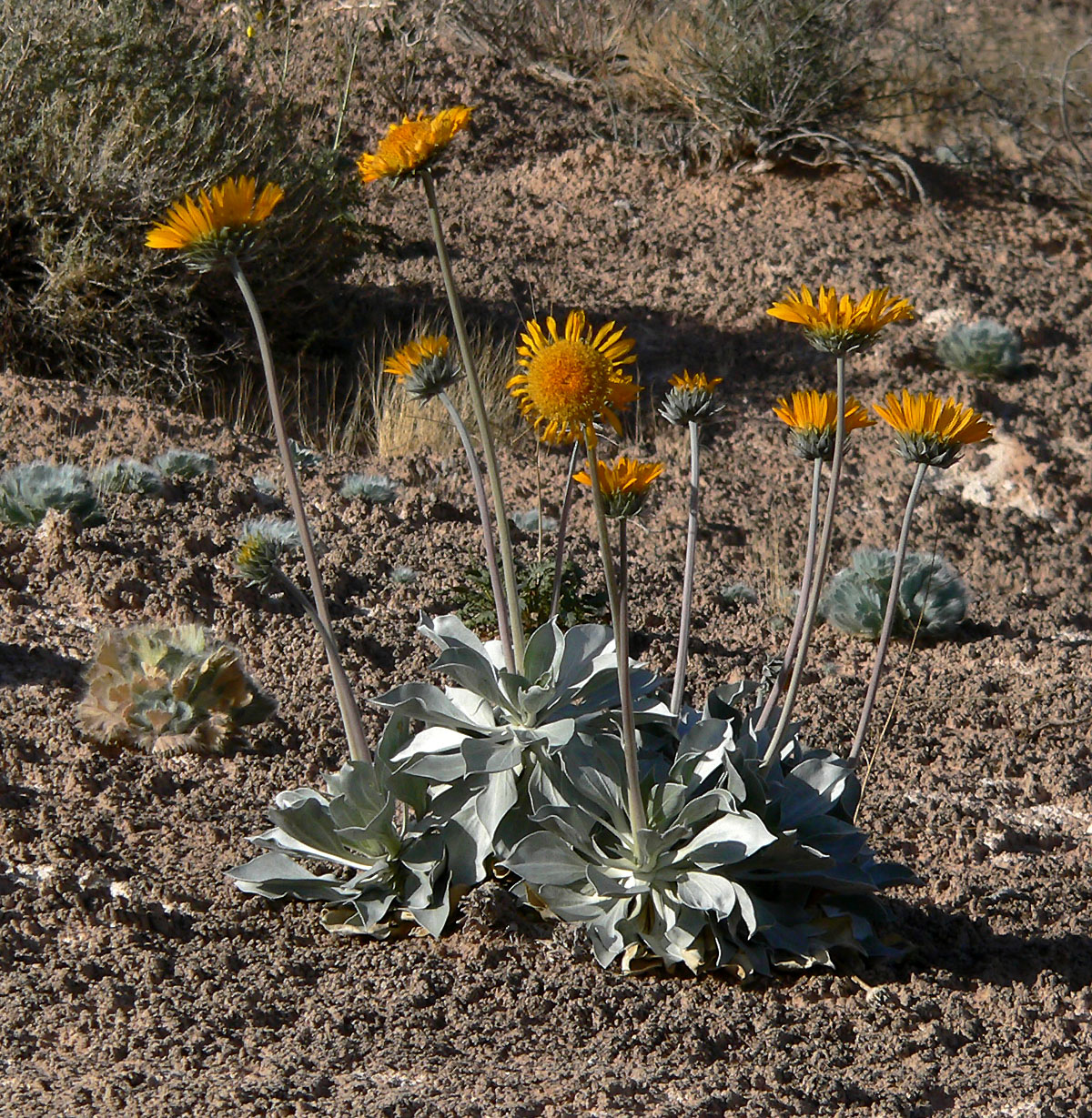
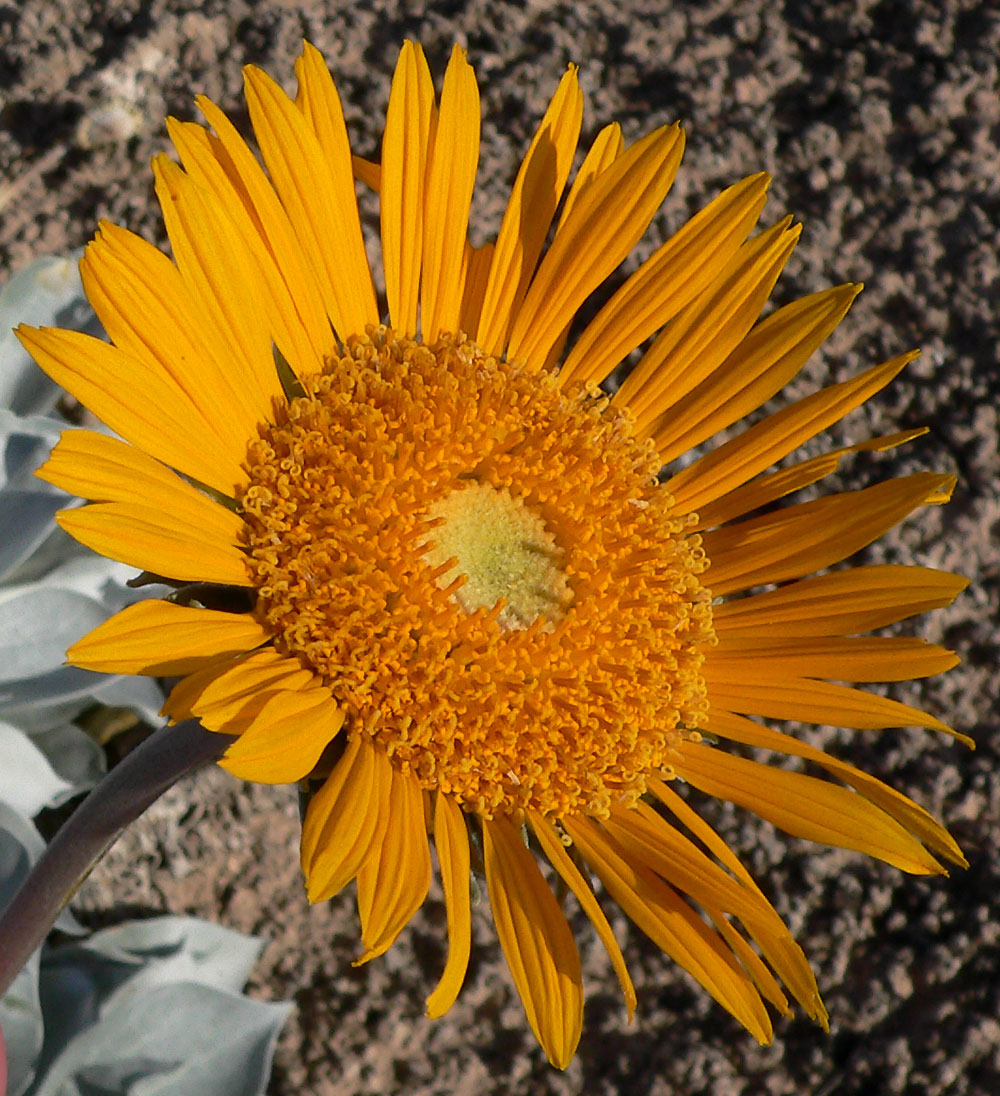